# Fria (prefectura)
Fria es una prefectura de la región de Boké de Guinea, con una población censada en marzo de 2014 de 96 700 habitantes. Está formada por las siguientes subprefecturas, que igualmente se muestran con población censada en marzo de 2014:
- Baguinet 13,843
- Banguingny 8,662
- Fria 61,582
- Tormelin 12,613[1]